# Ferenc Nopcsa

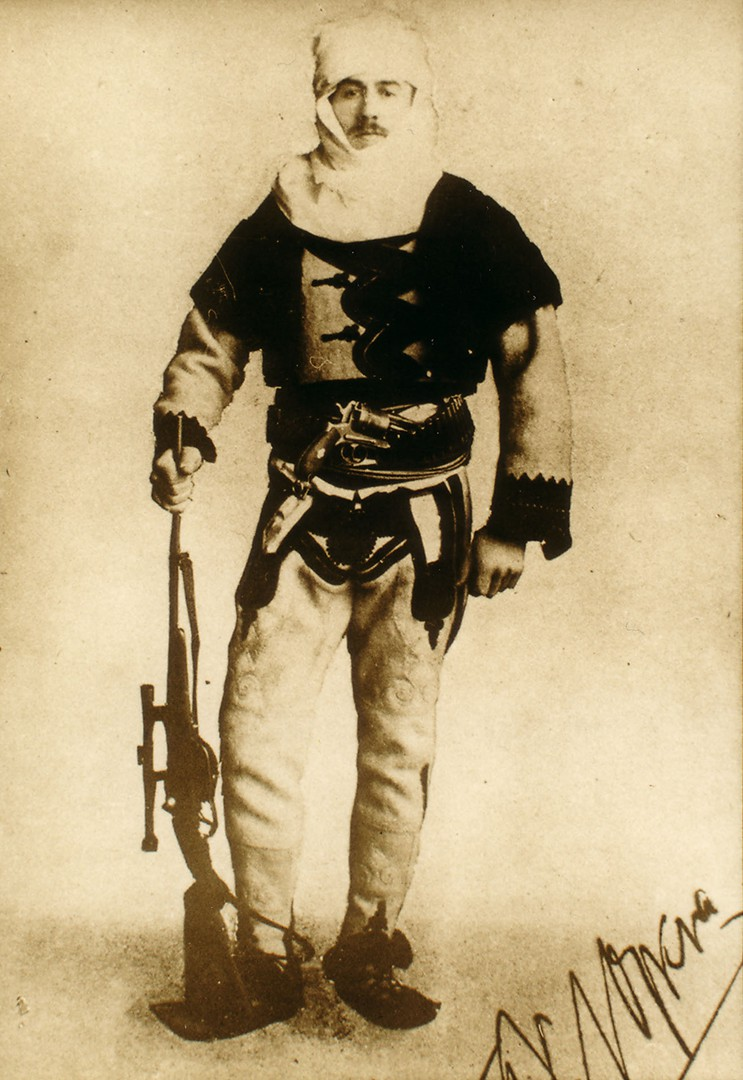
Ferenc Nopcsa in Albanees uniform; 1915

Baron Ferenc Nopcsa de Felső-Szilvas  (Déva, 3 mei 1877 - Wenen, 25 april 1933), ook bekend onder de Duitse vorm van zijn naam Franz von Nopcsa, was een Hongaars paleontoloog, geoloog en een van de meest toonaangevende Albaniëkenners van zijn tijd.

## Biografie

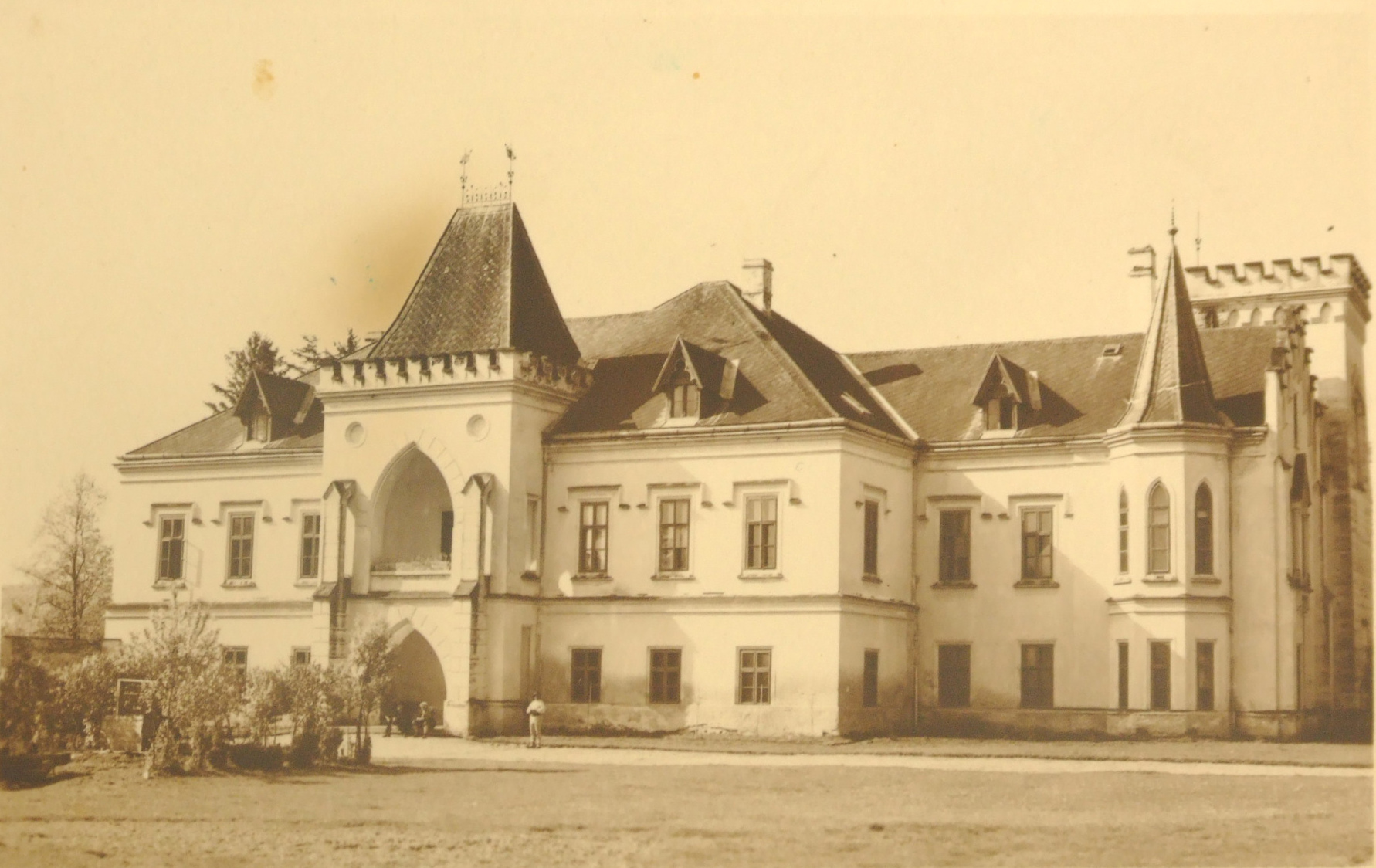
Landgoed van de familie Nopcsa in Déva

Hij werd geboren in Zevenburgen in het toenmalige Oostenrijk-Hongarije in het Hongaarse adelsgeslacht Nopcsa. Bovendien stamde hij ook van de familie Szilvássy af. Zijn gelijknamige oom (1815-1904) was een van de hoogste gerechtsfunctionarissen van de Dubbelmonarchie en was van 1868 tot 1894 opperste hofmeester van keizerin Elisabeth.
Ferenc vatte een vurige passie voor paleontologie op toen zijn zus Ilona in 1895 de op hun landgoed gevonden schedel van de dinosauriër Telmatosaurus ging bestuderen. Hij studeerde van 1897 af geologie aan de Universiteit van Wenen, waar hij in 1903 bovendien doctoreerde in dit vakgebied. Daarnaast ontwikkelde hij een bijzondere belangstelling voor Albanië, dat toen nog een provincie van het Ottomaanse Rijk was. Hij was een van de weinigen die de bergachtige gebieden in Noord-Albanië verkenden en leerde snel verschillende Albanese dialecten en gebruiken. Gaandeweg kon hij het goed vinden met de leiders van de Albanese nationalistische verzetsbeweging die in het gebied tegen de Turken vochten. Nopcsa gaf bevlogen redevoeringen en smokkelde wapens binnen.
Ten tijde van de Balkanoorlogen spioneerde Nopcsa voor Oostenrijk-Hongarije. Toen Albanië een onafhankelijke staat werd, schoof hij zichzelf naar voor als kandidaat-vorst van Albanië. De Duitser Wilhelm zu Wied werd evenwel het uiteindelijke staatshoofd, zij het niet voor lang.

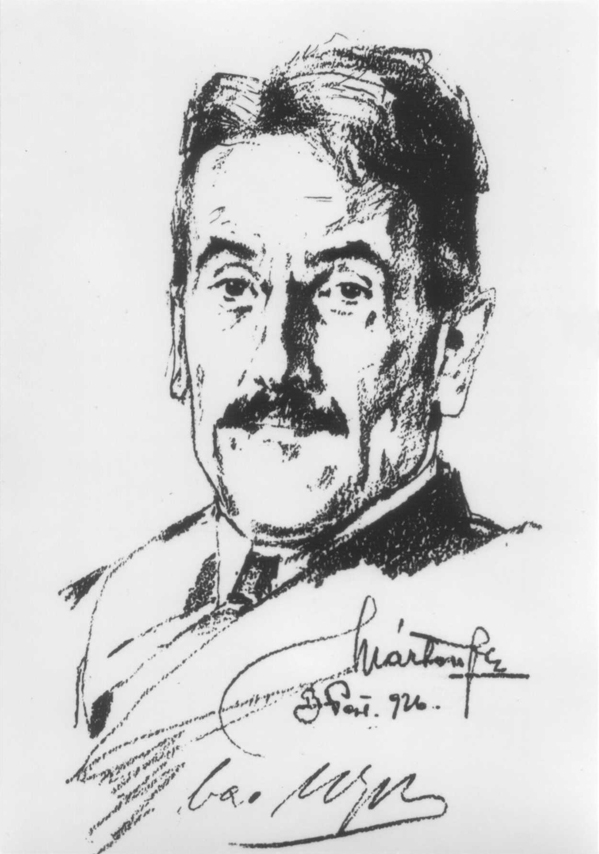
Portret van Nopcsa in 1926

Ook tijdens de Eerste Wereldoorlog was hij actief als spion voor Oostenrijk-Hongarije, namelijk in Zevenburgen waar hij zich uitgaf voor een herder. Nopcsa zou bovendien de eerste persoon in de geschiedenis zijn geweest om een vliegtuig te kapen. Dit deed hij in 1919, naar eigen zeggen om de Hongaarse Radenrepubliek in wording te ontvluchten. Na de nederlaag van Oostenrijk-Hongarije in de Eerste Wereldoorlog werd Zevenburgen door Roemenië bezet en verloor Nopcsa zijn landgoederen.
Uiteindelijk werd hij directeur (1925-1928) van het Hongaars Geologisch Instituut in Boedapest. Door zijn lidmaatschap van talrijke wetenschappelijke verenigingen onderhield hij ook diverse werkcontacten in Europa. Daarnaast was hij auteur van zo'n 150 publicaties. Zijn belangrijkste werk, een 3000 pagina's tellend werk over Albanië, werd nooit gepubliceerd.
Nopcsa stierf door zelfmoord op 25 april 1933 in Wenen. Hij schoot zichzelf dood nadat hij zijn partner, de Albanees Bajazid Elmas Doda (geb. 1888), had omgebracht door een overdosis slaapmiddel door diens koffie te roeren. Hij wilde zijn minnaar niet berooid achterlaten.
Door de dinosauriërrenaissance nam na de jaren zestig de bekendheid van, en de waardering voor, Nopcsa sterk toe. Hij werd erkend als grondlegger van veel moderne ideeën in de paleontologie en paleobiologie, met name dwergvorming op eilanden, seksuele dimorfie bij dinosauriërs, broedzorg bij basale dinosauriërs, warmbloedigheid bij Mesozoïsche reptielen en het "van de grond omhoog"- model voor de oorsprong van de vogelvlucht. In 2007 werd de sauropode Nopcsaspondylus naar hem vernoemd.